# Plan mobilizacyjny „W”
Plan mobilizacyjny „W” – plan mobilizacyjny Wojska Polskiego II RP w latach 1938–1939.

## Geneza
Prace nad podstawami planu mobilizacyjnego rozpoczęły się latem 1935 r. Podstawowe założenia stworzył gen. bryg Wacław Stachiewicz, a zespół pułkownika dyplomowanego Józefa Wiatra opracował szczegółowe techniki, umożliwiające realizację tych zasad. Wszedł w życie 1 maja 1938 r. zastępując przestarzały plan mob. „S”. W tym samym czasie, równolegle, opracowywano założenia rozbudowy i modernizacji sił zbrojnych oraz plan operacyjny „Wschód”.
Plan „W” zakładał przejście sił zbrojnych lub ich części ze stopy pokojowej na wojenną. Opracowany w formie tabel, ściśle określał poszczególne czynności, których dokładne wykonanie, w określonym miejscu i czasie, określonymi środkami gwarantowało planowe przekształcenie jednostki wojskowej do stanu gotowości bojowej czasu wojny.

## Założenia i zasady
Plan mobilizacyjny zakładał podział wszystkich mobilizowanych oddziałów i jednostek na trzy grupy, które mobilizowano dwojako – alarmowo i normalnie.
- Okres zagrożenia – działania o charakterze przygotowawczym, ułatwiające przeprowadzenie mobilizacji.
- Mobilizacja alarmowa – opierała się na imiennym powoływaniu rezerwistów, stawiennictwu z końmi i pojazdami mechanicznymi. Karty mobilizacyjne w czasie pokoju zdeponowane były w starostwach i posterunkach policji. W momencie mobilizacji starostowie i komendanci policji rozsyłali przechowywane karty.

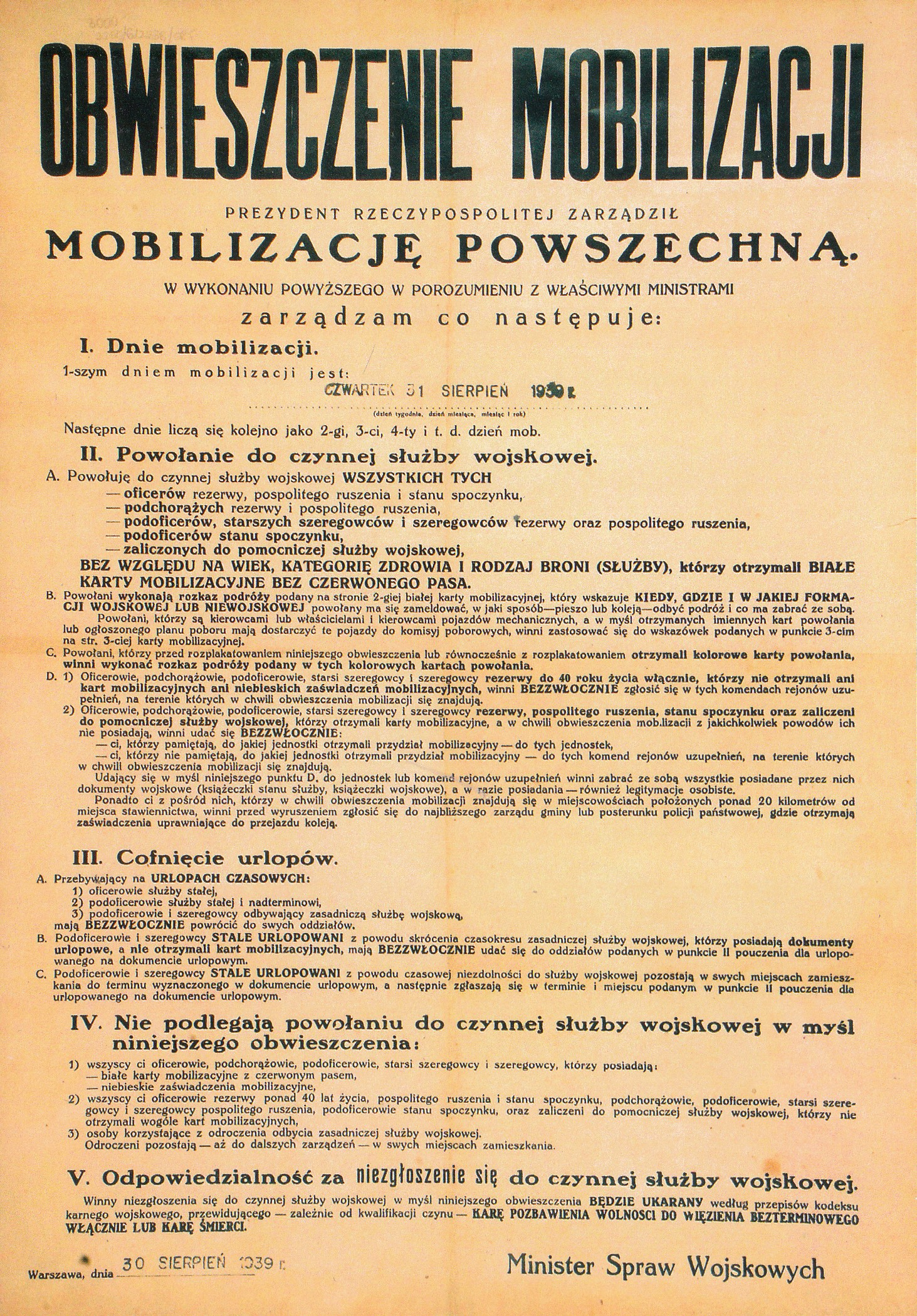
Obwieszczenie o mobilizacji powszechnej 1939 roku.

- Mobilizacja normalna – system normalny opierał się na publicznym rozplakatowaniu obwieszczeń (także za pomocą prasy i radia) o zarządzeniu mobilizacji powszechnej.

Mobilizacja jednostek ON, ze względu na ich charakter lokalno-terytorialny odbywała się przez „skrzyknięcie”, które mogło być zarządzone oddzielnie dla każdego oddziału.
Główne założenia Planu mobilizacyjnego „W”:
- elastyczność i uniwersalność,
- szybkość mobilizacji,
- terytorialność mobilizacji,
- decentralizacja mobilizacji,
- jednolitość rozkazodawstwa,
- realność wystawienia zaplanowanych jednostek wojskowych,
- wystawienie maksymalnej liczby jednostek frontowych,
- tajność przygotowań mobilizacyjnych.

### Grupa alarmowa
Mobilizacja oddziałów grupy alarmowej następowała przed ogłoszeniem mobilizacji powszechnej. Była to tzw. „mobilizacja cicha”, która obejmowała prawie 3/4 wszystkich sił. Mobilizacja jednostek z tej grupy odbywała się tzw. systemem kartkowym, w którym poszczególne grupy oddziałów oznaczone były kolorami:
- Zielona: mobilizowana najszybciej. W jej skład wchodziły jednostki przygraniczne stacjonujące na wschodzie, zachodzie i północy kraju. Obejmowała KOP, Straż Graniczną i Policję Państwową. Oddziały tej grupy osiągały gotowość w czasie Z+12 do Z+48[1]. Mobilizowane mogły być pojedynczymi garnizonami lub osobno w każdym DOK. Były pierwszą osłoną mobilizacji. Nie było w niej żadnych dywizji piechoty.

- Czerwona: obejmowała wielkie jednostki piechoty na granicy wschodniej. Mobilizowana w całości albo poszczególnymi Okręgami Korpusów.
- Brązowa obejmowała dwie podgrupy[2]:

1. pierwszy rzut kwater głównych armii i Samodzielnych Grup Operacyjnych (GO) z odpowiednimi formacjami łączności
2. lotnictwo, jednostki OPL, pododdziały naprawy linii kolejowych łącznie z jednostkami wystawianymi przez Ministerstwo Komunikacji.

Mobilizacja obu grup rozpoczynała się już w pierwszym, wstępnym okresie zagrożenia militarnego.
- Niebieska: wielkie jednostki piechoty stacjonujące na granicy z Niemcami. Zasady mobilizacji były identyczne jak grupy czerwonej.

- Żółta: „odwód osłony”, obejmowała większość jednostek kawalerii, oddziały pozadywizyjne oraz część oddziałów piechoty, stacjonujących w głębi kraju, przeznaczone do wzmocnienia w II rzucie osłony dowolnej granicy.

- Czarna: dwie dywizje piechoty (26 i 28), brygada pancerno-motorowa (10 BK), jednostki pozadywizyjne oraz pododdziały i zakłady służb tworzące Korpus Interwencyjny, przeznaczony do wzmocnienia sił w strefie zagrożonej granicy.

### I rzut mobilizacji powszechnej
I rzut mobilizacji powszechnej obejmował jednostki czynne i rezerwowe, które mobilizowały się na podstawie obwieszczenia o mobilizacji powszechnej. Termin ich gotowości bojowej wynosił zwykle od trzech do pięciu dni, a transporty koncentracyjne rozpoczynały się około czwartego dnia mobilizacji. W grupie tej znajdowały się dwie dywizje piechoty, reszta oddziałów nie zmobilizowanych alarmowo, część jednostek dyspozycyjnych artylerii, saperów i łączności oraz większość taborów.

### II rzut mobilizacji powszechnej
II rzut mobilizacji powszechnej obejmował tylko jednostki rezerwowe. Mobilizacja tych jednostek rozpoczynała się siódmego dnia mobilizacji, a terminy gotowości bojowej osiągały między dziesiątym a dwunastym dniem mobilizacji.